# Beton (Roman)
Beton ist ein Roman von Thomas Bernhard aus dem Jahr 1982.

## Inhalt
Rudolf, der an Morbus Boeck leidende Erzähler, lebt zurückgezogen in seinem Haus in Peiskam, einem Ortsteil von Ohlsdorf (Oberösterreich), wo Thomas Bernhard einen Vierkanthof besaß. Seit zehn Jahren bereitet Rudolf eine wissenschaftliche Arbeit über seinen Lieblingskomponisten Felix Mendelssohn Bartholdy vor, trägt Unmengen an Material zusammen, scheitert aber schon am Anfangssatz. Zunächst sieht er sich durch die Anwesenheit seiner Schwester gehindert, aber auch nach ihrer Abreise will die Arbeit nicht gelingen. Er beschließt nach Palma zu fahren, wo er sich an „die junge Härdtl“ erinnert, eine junge Frau, die er bei seinem letzten Besuch auf Mallorca kennengelernt hat. Ihr Mann ist bei einem tragischen Unfall ums Leben gekommen. Als Rudolf nun den Friedhof aufsucht, auf dem der Mann in einem Betonkasten bestattet ist, liest er auch den Namen der Frau, die Selbstmord begangen hat.

## Form
Die Erzählung ist ein absatzloser atemloser Monolog, dessen Urheber im ersten und im letzten Satz durch den Einschub „schreibt Rudolf“ festgelegt wird.

## Rezeption
Hellmuth Karasek diagnostizierte im SPIEGEL dem Roman autobiographische Züge, Rudolf sei „unverkennbar ein aufs Papier gebrachter Doppelgänger des Einödschreibers Bernhard“. Ansonsten reiht er Beton in die anderen Romanwerke Bernhards ein, deren Helden endlos im „einmal in Gang gesetzten Kreis der Gedanken, aus dem fürchterlichen Leerlauf der Erinnerungen über ein verpfuschtes Leben“ räsonieren und Österreich, seine Städte und seine Regierungen beschimpfen. Dennoch sei der Roman komisch im Gegensatz des Nichtschreibers Rudolf und seinem vielschreibenden Alter Ego Bernhard.

## Ausgaben
- Thomas Bernhard: Beton. Suhrkamp, Frankfurt/M. 1982. ISBN 978-3-518-37988-2
- Thomas Bernhard: Beton. Ein Selbstgelächter. Gekürzte Lesefassung, DHV – Der Hörverlag 2006. ISBN 978-3-89940-776-1

## Audioproduktion
In einer Gemeinschaftsproduktion des Deutschlandfunks mit dem Österreichischen Rundfunk entstand 2005 unter der Regie von Ulrich Gerhardt und mit dem Sprecher Peter Simonischek eine Hörspielversion des Romans.